# Benji Villalobos
Benji Oldai Villalobos Segovia (El Tránsito, 15 luglio 1988) è un calciatore salvadoregno, portiere dell'Águila e della nazionale salvadoregna.